# 盐城慈航医院
盐城慈航医院（原盐城市城区人民医院），是中国江苏省的一所医院，为二级医院，位于盐城市建军中路194号。

## 规模
盐城慈航医院总床位110张，日门诊量206人次。